# Kotessó
Kotessó (1899-ig Nemes-Kis-Kotessó és Nagykotessó, szlovákul Kotešová) község Szlovákiában, a Zsolnai kerületben, a Nagybiccsei járásban. Nemeskutas, Buková, Vágbalázsi és Trencsénkutas egyesítésével jött létre.

## Fekvése
Nagybiccsétől 2 km-re északkeletre, a Vág partján fekszik.

## Története
Kotessót 1234-ben „Hotesou” alakban említik először. 1336-ban „Hatisow”, 1341-ben „Hutasow”, 1374-ben „Chotesow”, 1423-ban „Hothesow” alakban szerepel a korabeli forrásokban.
Nagykotessó (későbbi magyar nevén Trencsénkutas) 1598-ban szerepel először „Nagy Kotessowa” alakban. Kiskotessót 1598-ban „Kys Kotessowa” néven említik először, helyi nemesi családok birtoka volt. A 19. században olvadt Nemeskotessóba. Nemeskotessó (vagy Nemeskutas) 1598-ban „Nemes Kotessowa” néven tűnik fel.
A trianoni békéig mindkét település Trencsén vármegye Nagybiccsei járásához tartozott.
Nagykotessót (Trencsénkutas) és Nemeskiskotessót (Nemeskutas) 1943-ban egyesítették Kotessó néven.

## Népessége
| Év:            | 1994. | 2004.   | 2014.   | 2024.    |
| -------------- | ----- | ------- | ------- | -------- |
| Emberek száma: | 1769  | 1895    | 1974    | 2330     |
| Eltérés:       |       | +7,12 % | +4,16 % | +18,03 % |

| Év:            | 2023. | 2024.   |
| -------------- | ----- | ------- |
| Emberek száma: | 2298  | 2330    |
| Eltérés:       |       | +1,39 % |

1910-ben Nemeskutasnak 775 lakosából 727 szlovák, 38 német, 8 magyar és 2 más anyanyelvű, míg Trencsénkutasnak 561 lakosából 532 szlovák, 19 német, 1 magyar és 9 más anyanyelvű volt.
2001-ben 1842 lakosából 1826 szlovák volt.
2011-ben 1897 lakosából 1843 szlovák volt.

## Neves személyek
- Itt szolgált Ján Haranta (1909-1983) szlovák költő és műfordító.

## Nevezetességei
- Az Angyalok Királynője tiszteletére szentelt római katolikus temploma a korábbi templom alapjain a 17. században épült. Tornya 1641-ben készült el.
- Gótikus eredetű kastélya a 15. század végén épült, a 16. század végén átépítették. A 19. század második felében lebontották és újra felépítették. Kerek saroktornyai és gótikus kapuzata van.
- Reneszánsz eredetű kastélya 1578 körül épült, egyik szárnyát a 17. század elején építették. A 18. század közepén barokk stílusban építették át.
- A plébánia épülete 18. századi barokk stílusú.

## Külső hivatkozások
- Községinfó
- Kotessó Szlovákia térképén
- A kotessói plébánia honlapja
- Katolikus lexikon
- E-obce.sk Archiválva 2010. május 7-i dátummal a Wayback Machine-ben

## Lásd még
- Nemeskutas
- Trencsénkutas